# Juan Carlos Pinzón
Juan Carlos Pinzón Bueno (né le 22 décembre 1971 à Tunja) est un économiste, diplomate et homme politique colombien.
Il occupe le poste de ministre de la Défense nationale entre 2011 et 2015 sous la présidence de Juan Manuel Santos. Il est ambassadeur de Colombie aux États-Unis de juin 2015 à 2017, puis une nouvelle fois à partir de juin 2021.

## Biographie

### Origines et études
Juan Carlos Pinzón est issu d'une famille de tradition militaire. Il est le fils du colonel Rafael Pinzón et de Marlene Bueno,.
Il effectue ses études à l'Université pontificale Javeriana de Bogota et à l'Université de Princeton aux États-Unis où il obtient une maîtrise puis un Master en économie en 1996. Il suit ensuite des cours de relations internationales à l'université Johns-Hopkins, et des cours de sciences et technologie à l'université Harvard. Il enseigne ensuite à l'université pontificale Javeriana et à l'université des Andes. En 2010, il décroche un Master en politiques publiques à l'école Woodrow Wilson de l'université de Princeton,.

### Carrière
Après ses études, il travaille pour la Fédération nationale des cultivateurs de café. Il entre dans la branche colombienne de la banque d'investissement Citigroup en 1997. En 2000, il devient secrétaire au ministère des finances où il est  chargé du budget de la défense. En 2002, il revient chez Citigroup où il est assistant du vice-président de la banque d'investissement. En 2003, il devient vice-président d'Asobancaria (association défendant les intérêts des banques privées en Colombie). Il est également conseiller du directeur exécutif de la Banque mondiale entre 2004 et 2006. En 2010, il devient vice-ministre de la défense, puis secrétaire du président Juan Manuel Santos,.
Il devient ministre de la Défense au sein du gouvernement de Juan Manuel Santos en septembre 2011, fonction qu'il conserve jusqu'en juin 2015. Ses critiques à l'égard des négociations de paix avec les FARC-EP lui valent d’être évincé du gouvernement et nommé ambassadeur aux États-Unis.
Il démissionne de sa fonction d’ambassadeur en 2017 pour se présenter à l'élection présidentielle de 2018. Il se fait très critique à l'égard de Juan Manuel Santos et fait de la dénonciation de l'accord de paix l'axe principal de sa campagne. Il retire sa candidature en mars 2018 après un accord avec Germán Vargas Lleras, président et candidat du parti de droite Changement radical, dont il devient le colistier pour la vice-présidence. Leur candidature est éliminée au premier tour avec 7,28 % des voix.
Il prend en août 2018 la présidence de ProBogotá, une organisation privée à but non lucratif créée par 34 hommes d'affaires souhaitant faire de la capitale colombienne un endroit propice aux investissements.
Il redevient ambassadeur de Colombie aux États-Unis à partir de juin 2021.

## Vie privée
Juan Carlos Pinzón est marié à Maria del Pilar Lozano. Ils ont deux enfants.